# SOMB Boulogne-sur-Mer

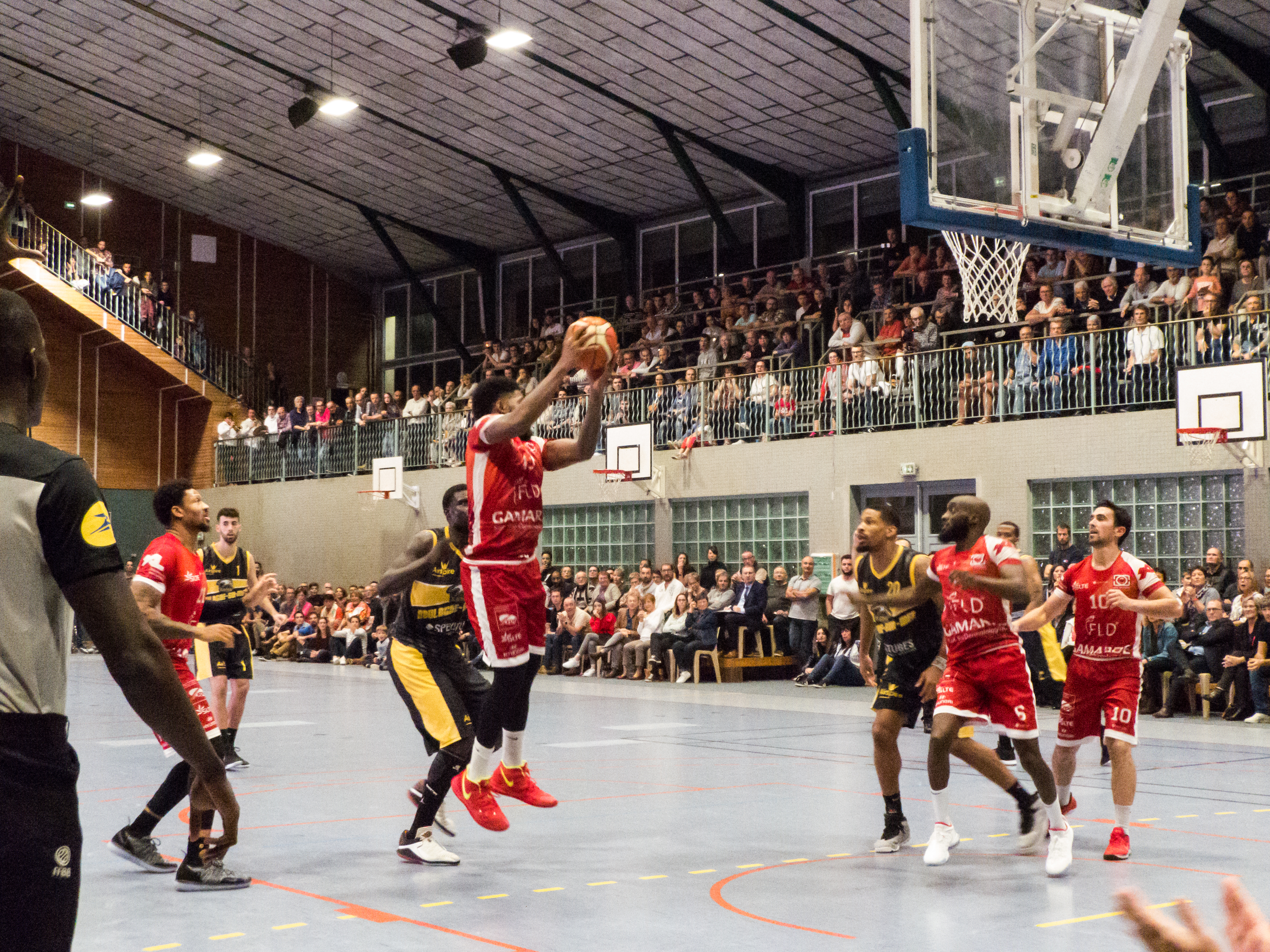
Partida entre Dax Gamarde basket 40 e SOMB Boulogne-sur-Mer no Nacionale Masculine Basket-ball.

O Stade Olympique Maritime Boulonnais, é um clube profissional de basquetebol sediado na cidade de Bolonha-sobre-o-Mar, Pas-de-Calais, França que atualmente disputa a LNB ProB. Foi fundado em 1935 e manda seus jogos no Salle Damremont com capacidade de 1.650 espectadores.

## Temporada por Temporada
| Temporada | Nível | Liga      | Pos. | Pós Temporada                  |
| --------- | ----- | --------- | ---- | ------------------------------ |
| 2007-08   | 3     | NM1       | 10   |                                |
| 2008-09   | 3     | NM1       | 9    |                                |
| 2009-10   | 3     | NM1       | 6    | Promovido campeão dos Playoffs |
| 2010–11   | 2     | LNB Pro B | 6    | Semifinalista                  |
| 2011–12   | 2     | LNB ProB  | 7    | Quartas de Finais              |
| 2012–13   | 2     | LNB ProB  | 4    | Quartas de Finais              |
| 2013–14   | 2     | LNB ProB  | 1    | Promovido campeão              |
| 2014-15   | 1     | LNB ProA  | 17   | Rebaixado                      |
| 2015-16   | 2     | LNB ProB  | 12   |                                |
| 2016-17   | 2     | LNB ProB  | 16   | Rebaixado                      |
| 2017-18   | 3     | NM1       | 9    | Semifinalista                  |